# Euphorbia chamaerrhodos
Euphorbia chamaerrhodos är en törelväxtart som beskrevs av Pierre Edmond Boissier. Euphorbia chamaerrhodos ingår i släktet törlar, och familjen törelväxter. Inga underarter finns listade i Catalogue of Life.